# UTC-01:00

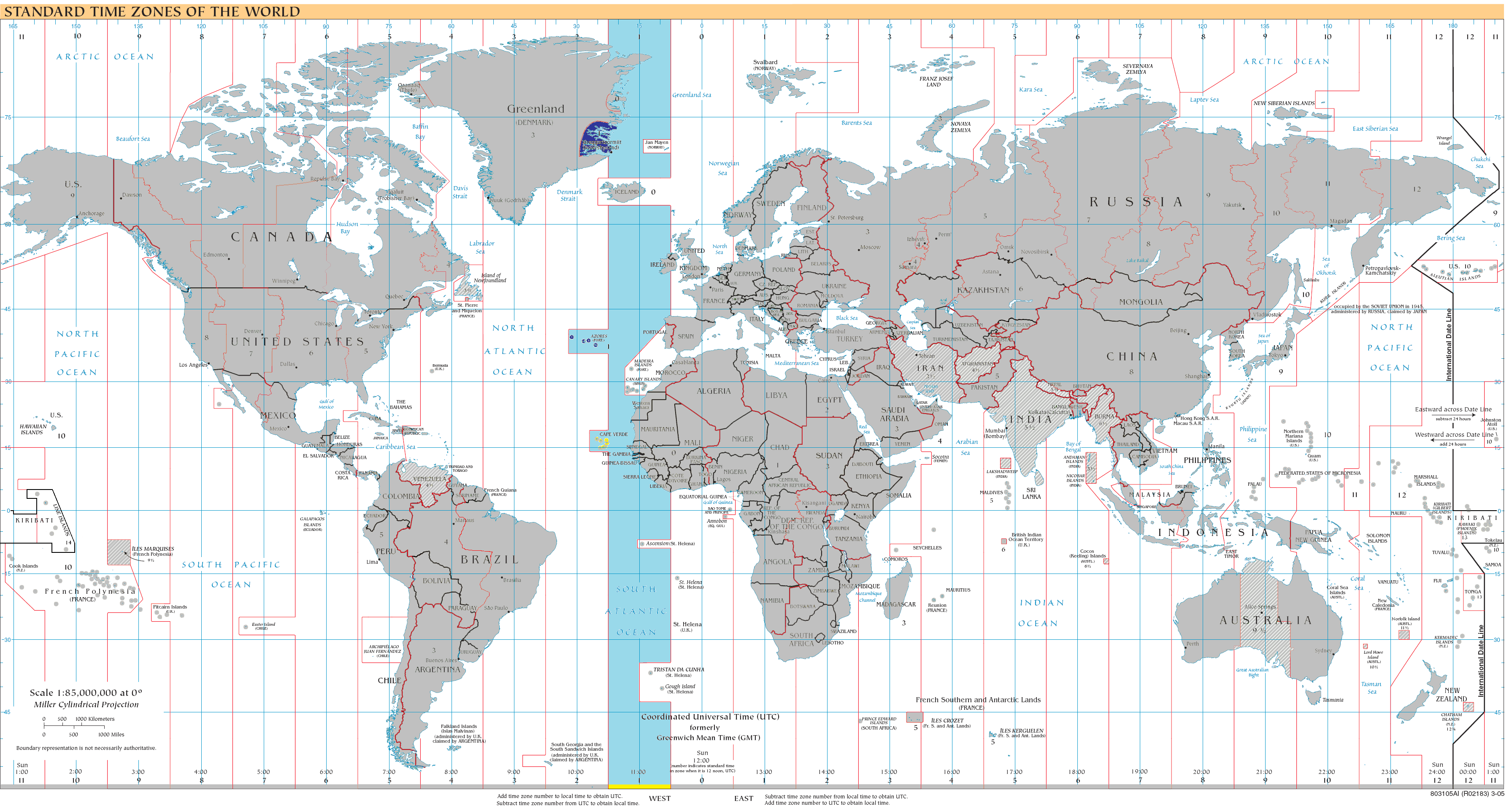
Mapa de UTC-01:00

UTC-01:00 es el vigésimo sexto huso horario del planeta cuya ubicación geográfica se encuentra en el meridiano 15 oeste. Aquellos países que se rigen por este huso horario se encuentran 1 hora por detrás del meridiano de Greenwich.

## Hemisferio norte

### Países que se rigen por UTC-01:00 todo el año
| Abreviatura | Nombre Completo                      | País       |
| ----------- | ------------------------------------ | ---------- |
| CVT         | Hora de Cabo Verde (Cape Verde Time) | Cabo Verde |

### Países que se rigen por UTC-01:00 en Horario Estándar
| Abreviatura | Nombre Completo              | País              |
| ----------- | ---------------------------- | ----------------- |
| AZOT        | Hora de Azores (Azores Time) | Portugal - Azores |

### Países que se rigen por UTC-01:00 en Horario de Verano
| Abreviatura | Nombre Completo                                                          | País                                                                    |
| ----------- | ------------------------------------------------------------------------ | ----------------------------------------------------------------------- |
| WGST        | Hora de Verano de Groenlandia Occidental (Western Greenland Summer Time) | Dinamarca - Groenlandia (excepto la Base aérea de Thule y Danmarkshavn) |